# Yasuhiro Takemoto
Yasuhiro Takemoto (jap. 武本 康弘 Takemoto Yasuhiro; ur. 5 kwietnia 1972 w Akō, zm. 18 lipca 2019 w Kioto) – japoński animator oraz reżyser seriali telewizyjnych i filmów anime. Pracował dla studia Kyoto Animation.

## Śmierć
Cztery dni po podpaleniu studia Kyoto Animation 18 lipca 2019 r. Takemoto został uznany za zaginionego przez swojego ojca.

## Filmografia
Reżyseria
- Amagi Brilliant Park
- High Speed!: Free! Starting Days
- Full Metal Panic? Fumoffu!
- Full Metal Panic!: The Second Raid
- Hyōka
- Lucky Star
- Kobayashi-san chi no Maid Dragon
- Suzumiya Haruhi
- Nurse Witch Komugi-chan Magikarte
- Suzumiya Haruhi no shōshitsu
- Suzumiya Haruhi-chan no yūutsu